# Rijstebrijberg

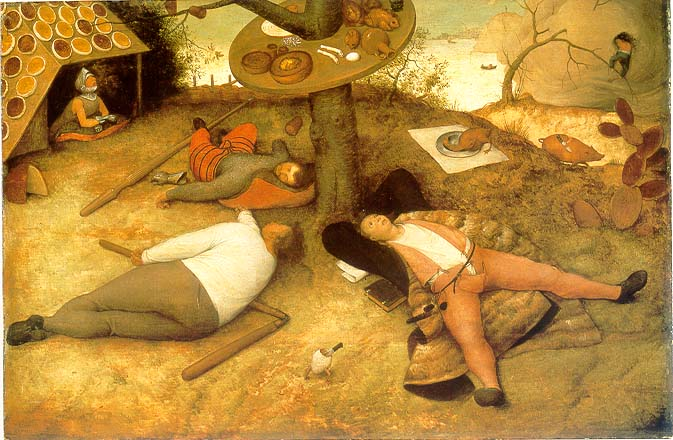
Een figuur baant zich een weg door de rijsterbrijberg (rechtsboven) op het schilderij Luilekkerland van Pieter Bruegel de Oude, de figuur rechtsonder draagt een braguette

De rijstebrijberg is de mythische berg waar men zich doorheen moet eten om in het even fictieve Luilekkerland te komen. Rijstebrij is een dikke soort pap gemaakt van rijst, melk en suiker. 
De berg komt bijvoorbeeld voor in De zoete pap, een sprookje opgetekend door de gebroeders Grimm.
De term wordt ook overdrachtelijk gebruikt om aan te geven dat er voor de oplossing van een probleem veel hindernissen zijn. 